# Coupe de la Ligue anglaise de football 2020-2021
Navigation
Édition précédente Édition suivante
La Coupe de la Ligue anglaise 2020-2021 est la 60e édition de la compétition. Le vainqueur est qualifié pour les barrages de la Ligue Europa Conférence 2021-2022.
Le premier tour commence le 5 septembre 2020 et la finale se dispute le 25 avril 2021, à Wembley. La dernière édition a vu Manchester City remporter son 7e titre contre Aston Villa. 
Cette saison il a été décidé que les demi-finales se joueront en match unique dans le stade de l'équipe tirée au sort en premier.

## Clubs participants
En tout, 92 clubs (Premier League, Championship, League One et League Two) participent à cette édition.

### Distribution
La coupe est organisée de telle façon qu'il ne reste que 32 clubs au 3e tour. 70 des 72 clubs de l'English Football League (niveaux 2 à 4) entrent en lice au 1er tour. Au 2e tour, les 13 clubs de Premier League non engagés dans des compétitions européennes, ainsi que les 18e et 19e de Premier League 2019-2020 entrent en lice. Au 3e tour, les clubs de Premier League européens font leurs débuts dans la compétition.

## Résultats

### Premier tour
| 29 août 2020 | Blackburn Rovers (2)                                    | 3 - 2   | Doncaster Rovers (3)               |                                                     |                                                     |
| 16h00        | Holtby 30e · Rankin-Costello 71e · Armstrong 81e (pen.) | (1 - 0) | 54e (pen.) Okenabirhie · 63e Gomes | Ewood Park, Blackburn Arbitrage : Anthony Backhouse | Ewood Park, Blackburn Arbitrage : Anthony Backhouse |
| 16h00        | Rapport                                                 |         |                                    | Ewood Park, Blackburn Arbitrage : Anthony Backhouse | Ewood Park, Blackburn Arbitrage : Anthony Backhouse |

|       | Preston North End (2)                                | 4 - 0   | Mansfield Town (4) |                                          |                                          |
| 16h00 | Potts 14e · Harrop 22e · Browne 28e · Barkhuizen 65e | (3 - 0) |                    | Deepdale, Preston Arbitrage : Ross Joyce | Deepdale, Preston Arbitrage : Ross Joyce |
| 16h00 | Rapport                                              |         |                    | Deepdale, Preston Arbitrage : Ross Joyce | Deepdale, Preston Arbitrage : Ross Joyce |

|       | Stoke City (2)                                                           | 0 - 0 5 - 4 t. a. b. | Blackpool FC (3)                                                  |                                                         |                                                         |
| 16h00 |                                                                          | (0 - 0)              |                                                                   | Bet365 Stadium, Stoke-on-Trent Arbitrage : James Adcock | Bet365 Stadium, Stoke-on-Trent Arbitrage : James Adcock |
| 16h00 | Rapport                                                                  |                      |                                                                   | Bet365 Stadium, Stoke-on-Trent Arbitrage : James Adcock | Bet365 Stadium, Stoke-on-Trent Arbitrage : James Adcock |
| 16h00 | McClean · Campbell · Clucas · Thompson · Fletcher · Indi · Oakley-Boothe | Tirs au but 5 - 4    | Sarkic · Hamilton · Anderson · Robson · Kaikai · Husband · Turton | Bet365 Stadium, Stoke-on-Trent Arbitrage : James Adcock | Bet365 Stadium, Stoke-on-Trent Arbitrage : James Adcock |

|       | Stevenage FC (4)                    | 3 - 3 1 - 3 t. a. b. | Portsmouth FC (3)                           |                                                  |                                                  |
| 16h00 | List 9e · Carter 10e · Cuthbert 29e | (3 - 2)              | 21e Curtis · 45+2e Evans (en) · 50e Marquis | Broadhall Way, Stevenage Arbitrage : Sam Purkiss | Broadhall Way, Stevenage Arbitrage : Sam Purkiss |
| 16h00 | Rapport                             |                      |                                             | Broadhall Way, Stevenage Arbitrage : Sam Purkiss | Broadhall Way, Stevenage Arbitrage : Sam Purkiss |
| 16h00 | Effiong · Newton · Osborne · Coker  | Tirs au but 1 - 3    | Marquis · Curtis · Brown                    | Broadhall Way, Stevenage Arbitrage : Sam Purkiss | Broadhall Way, Stevenage Arbitrage : Sam Purkiss |

| 4 septembre 2020 | Middlesbrough FC (2)                                  | 4 - 3   | Shrewsbury Town (3)                |                                                                |                                                                |
| 18h30            | Johnson 21e · Fletcher 31e 53e (pen.) · Tavernier 65e | (2 - 1) | 13e High · 60e Cummings · 73e Pyke | Riverside Stadium, Middlesbrough Arbitrage : Michael Salisbury | Riverside Stadium, Middlesbrough Arbitrage : Michael Salisbury |
| 18h30            | Rapport                                               |         |                                    | Riverside Stadium, Middlesbrough Arbitrage : Michael Salisbury | Riverside Stadium, Middlesbrough Arbitrage : Michael Salisbury |

|       | Burton Albion (3)                  | 1 - 1 4 - 2 t. a. b. | Accrington Stanley (3)                  |                                                            |                                                            |
| 20h30 | Akins 32e                          | (1 - 0)              | 82e Burgess                             | Pirelli Stadium, Burton upon Trent Arbitrage : Andy Haines | Pirelli Stadium, Burton upon Trent Arbitrage : Andy Haines |
| 20h30 | Rapport                            |                      |                                         | Pirelli Stadium, Burton upon Trent Arbitrage : Andy Haines | Pirelli Stadium, Burton upon Trent Arbitrage : Andy Haines |
| 20h30 | Akins · Hemmings · Quinn · Eardley | Tirs au but 4 - 2    | Pritchard · Butcher · Sangare · Charles | Pirelli Stadium, Burton upon Trent Arbitrage : Andy Haines | Pirelli Stadium, Burton upon Trent Arbitrage : Andy Haines |

| 5 septembre 2020 | Derby County (2)                              | 0 - 0 3 - 2 t. a. b. | Barrow AFC (4)                                   |                                                   |                                                   |
| 13h00            |                                               | (0 - 0)              |                                                  | Pride Park Stadium, Derby Arbitrage : Ollie Yates | Pride Park Stadium, Derby Arbitrage : Ollie Yates |
| 13h00            | Rapport                                       |                      |                                                  | Pride Park Stadium, Derby Arbitrage : Ollie Yates | Pride Park Stadium, Derby Arbitrage : Ollie Yates |
| 13h00            | Evans · Marriott · Bird · Shinnie · Whittaker | Tirs au but 3 - 2    | Angus · Beadling · Hardcastle · Biggins · Hindle | Pride Park Stadium, Derby Arbitrage : Ollie Yates | Pride Park Stadium, Derby Arbitrage : Ollie Yates |

|       | Plymouth Argyle (3)                  | 3 - 2   | Queens Park Rangers (2) |                                                |                                                |
| 13h30 | Edwards 32e · Mayor 55e · Nouble 78e | (1 - 1) | 2e Manning · 57e Kakay  | Home Park, Plymouth Arbitrage : Antony Coggins | Home Park, Plymouth Arbitrage : Antony Coggins |
| 13h30 | Rapport                              |         |                         | Home Park, Plymouth Arbitrage : Antony Coggins | Home Park, Plymouth Arbitrage : Antony Coggins |

|       | Crawley Town (4) | 1 - 3   | Millwall FC (2)                                |                                                    |                                                    |
| 14h00 | Ashford 33e      | (1 - 2) | 14e Malone · 31e (csc) Tunnicliffe · 59e Smith | Broadfield Stadium, Crawley Arbitrage : David Rock | Broadfield Stadium, Crawley Arbitrage : David Rock |
| 14h00 | Rapport          |         |                                                | Broadfield Stadium, Crawley Arbitrage : David Rock | Broadfield Stadium, Crawley Arbitrage : David Rock |

|       | Gillingham FC (3) | 1 - 0   | Southend United (4) |                                                                 |                                                                 |
| 14h00 | Ogilvie 27e       | (1 - 0) |                     | Priestfield Stadium, Gillingham Arbitrage : Christopher Pollard | Priestfield Stadium, Gillingham Arbitrage : Christopher Pollard |
| 14h00 | Rapport           |         |                     | Priestfield Stadium, Gillingham Arbitrage : Christopher Pollard | Priestfield Stadium, Gillingham Arbitrage : Christopher Pollard |

|       | Walsall FC (4)                    | 0 - 0 2 - 4 t. a. b. | Sheffield Wednesday (2)           |                                                  |                                                  |
| 15h15 |                                   | (0 - 0)              |                                   | Bescot Stadium, Walsall Arbitrage : Peter Wright | Bescot Stadium, Walsall Arbitrage : Peter Wright |
| 15h15 | Rapport                           |                      |                                   | Bescot Stadium, Walsall Arbitrage : Peter Wright | Bescot Stadium, Walsall Arbitrage : Peter Wright |
| 15h15 | Holden · Gordon · Adebayo · Bates | Tirs au but 2 - 4    | Bannan · Windass · Harris · Brown | Bescot Stadium, Walsall Arbitrage : Peter Wright | Bescot Stadium, Walsall Arbitrage : Peter Wright |

|       | Bristol City (2)           | 2 - 0   | Exeter City (4) |                                                          |                                                          |
| 15h00 | Paterson 35e · Semenyo 83e | (1 - 0) |                 | Ashton Gate Stadium, Bristol Arbitrage : Chris Sarginson | Ashton Gate Stadium, Bristol Arbitrage : Chris Sarginson |
| 15h00 | Rapport                    |         |                 | Ashton Gate Stadium, Bristol Arbitrage : Chris Sarginson | Ashton Gate Stadium, Bristol Arbitrage : Chris Sarginson |

|       | Barnsley FC (2) | 1 - 0   | Nottingham Forest (2) |                                                    |                                                    |
| 16h00 | Woodrow 49e     | (0 - 0) |                       | Oakwell Stadium, Barnsley Arbitrage : Marc Edwards | Oakwell Stadium, Barnsley Arbitrage : Marc Edwards |
| 16h00 | Rapport         |         |                       | Oakwell Stadium, Barnsley Arbitrage : Marc Edwards | Oakwell Stadium, Barnsley Arbitrage : Marc Edwards |

|       | Bolton Wanderers (4) | 1 - 2   | Bradford City AFC (4)     |                                                             |                                                             |
| 16h00 | Sarcevic 47e         | (0 - 1) | 26e Novak · 75e Pritchard | University of Bolton Stadium, Bolton Arbitrage : Martin Coy | University of Bolton Stadium, Bolton Arbitrage : Martin Coy |
| 16h00 | Rapport              |         |                           | University of Bolton Stadium, Bolton Arbitrage : Martin Coy | University of Bolton Stadium, Bolton Arbitrage : Martin Coy |

|       | Crewe Alexandra (3) | 1 - 2   | Lincoln City (3)         |                                                   |                                                   |
| 16h00 | Sass-Davies 55e     | (0 - 0) | 52e Hopper · 66e Montsma | Alexandra Stadium, Crewe Arbitrage : Scott Oldham | Alexandra Stadium, Crewe Arbitrage : Scott Oldham |
| 16h00 | Rapport             |         |                          | Alexandra Stadium, Crewe Arbitrage : Scott Oldham | Alexandra Stadium, Crewe Arbitrage : Scott Oldham |

|       | Fleetwood Town (3)         | 3 - 2   | Wigan Athletic (3)   |                                                         |                                                         |
| 16h00 | Evans 41e 77e · Morris 64e | (1 - 2) | 2e 31e (pen.) Garner | Highbury Stadium, Fleetwood Arbitrage : Seb Stockbridge | Highbury Stadium, Fleetwood Arbitrage : Seb Stockbridge |
| 16h00 | Rapport                    |         |                      | Highbury Stadium, Fleetwood Arbitrage : Seb Stockbridge | Highbury Stadium, Fleetwood Arbitrage : Seb Stockbridge |

|       | Grimsby Town (4)                                    | 1 - 1 3 - 4 t. a. b. | Morecambe FC (4)                                    |                                                     |                                                     |
| 16h00 | Green 34e                                           | (1 - 1)              | 7e Phillips                                         | Blundell Park, Grimsby Arbitrage : Graham Salisbury | Blundell Park, Grimsby Arbitrage : Graham Salisbury |
| 16h00 | Rapport                                             |                      |                                                     | Blundell Park, Grimsby Arbitrage : Graham Salisbury | Blundell Park, Grimsby Arbitrage : Graham Salisbury |
| 16h00 | Pollock · Tilley · Preston · Edwards · McKeown (en) | Tirs au but 3 - 4    | Kenyon · McAlinden · Hendrie · Pringle · O'Sullivan | Blundell Park, Grimsby Arbitrage : Graham Salisbury | Blundell Park, Grimsby Arbitrage : Graham Salisbury |

|       | Oldham Athletic AFC (4)               | 3 - 0   | Carlisle United (4) |                                                |                                                |
| 16h00 | Garrity 29e · Grant 37e · McAleny 89e | (2 - 0) |                     | Boundary Park, Oldham Arbitrage : Carl Boyeson | Boundary Park, Oldham Arbitrage : Carl Boyeson |
| 16h00 | Rapport                               |         |                     | Boundary Park, Oldham Arbitrage : Carl Boyeson | Boundary Park, Oldham Arbitrage : Carl Boyeson |

|       | Huddersfield Town (2) | 0 - 1   | Rochdale AFC (3) |                                                      |                                                      |
| 16h00 |                       | (0 - 1) | 51e O'Connell    | Kirklees Stadium, Huddersfield Arbitrage : Ben Toner | Kirklees Stadium, Huddersfield Arbitrage : Ben Toner |
| 16h00 | Rapport               |         |                  | Kirklees Stadium, Huddersfield Arbitrage : Ben Toner | Kirklees Stadium, Huddersfield Arbitrage : Ben Toner |

|       | Salford City (4)                            | 0 - 0 4 - 2 t. a. b. | Rotherham United (2)                 |                                             |                                             |
| 16h00 |                                             | (0 - 0)              |                                      | Moor Lane, Salford Arbitrage : James Oldham | Moor Lane, Salford Arbitrage : James Oldham |
| 16h00 | Rapport                                     |                      |                                      | Moor Lane, Salford Arbitrage : James Oldham | Moor Lane, Salford Arbitrage : James Oldham |
| 16h00 | Touray · Henderson · Gibson · Thomas-Asante | Tirs au but 4 - 2    | Vassell · Ladapo · Sadlier · Mattock | Moor Lane, Salford Arbitrage : James Oldham | Moor Lane, Salford Arbitrage : James Oldham |

|       | Scunthorpe United (4) | 1 - 2   | Port Vale FC (4)             |                                                 |                                                 |
| 16h00 | Loft 69e              | (0 - 1) | 45+4e Mills · 90+3e Robinson | Glanford Park, Scunthorpe Arbitrage : Neil Hair | Glanford Park, Scunthorpe Arbitrage : Neil Hair |
| 16h00 | Rapport               |         |                              | Glanford Park, Scunthorpe Arbitrage : Neil Hair | Glanford Park, Scunthorpe Arbitrage : Neil Hair |

|       | Sunderland AFC (3)                    | 0 - 0 4 - 5 t. a. b. | Hull City (3)                                           |                                                         |                                                         |
| 16h00 |                                       | (0 - 0)              |                                                         | Stadium of Light, Sunderland Arbitrage : Thomas Bramall | Stadium of Light, Sunderland Arbitrage : Thomas Bramall |
| 16h00 | Rapport                               |                      |                                                         | Stadium of Light, Sunderland Arbitrage : Thomas Bramall | Stadium of Light, Sunderland Arbitrage : Thomas Bramall |
| 16h00 | Grigg · Power · O'Nien · Gooch · Wyke | Tirs au but 4 - 5    | Wilks · Smallwood · Samuelsen · Honeyman · Lewis-Potter | Stadium of Light, Sunderland Arbitrage : Thomas Bramall | Stadium of Light, Sunderland Arbitrage : Thomas Bramall |

|       | Tranmere Rovers (4)                                                                         | 1 - 1 7 - 8 t. a. b. | Harrogate Town (4)                                                                                   |                                                |                                                |
| 16h00 | Vaughan 64e                                                                                 | (0 - 0)              | 69e Kerry                                                                                            | Prenton Park, Birkenhead Arbitrage : Tom Nield | Prenton Park, Birkenhead Arbitrage : Tom Nield |
| 16h00 | Rapport                                                                                     |                      | | Prenton Park, Birkenhead Arbitrage : Tom Nield | Prenton Park, Birkenhead Arbitrage : Tom Nield |
| 16h00 | Vaughan · Khan · Banks · MacDonald · Spearing · Morris · Payne · Clarke · O'Connor · Monthe | Tirs au but 7 - 8    | Thomson (en) · Stead · Muldoon · Muldoon · Burrell · Smith · Hall · Fallowfield · Kerry · Falkingham | Prenton Park, Birkenhead Arbitrage : Tom Nield | Prenton Park, Birkenhead Arbitrage : Tom Nield |

|       | Birmingham City (2) | 0 - 1   | Cambridge United (4) |                                                   |                                                   |
| 16h00 | 18e Cundy           | (0 - 1) |                      | St Andrew's, Birmingham Arbitrage : Leigh Doughty | St Andrew's, Birmingham Arbitrage : Leigh Doughty |
| 16h00 | Rapport             |         |                      | St Andrew's, Birmingham Arbitrage : Leigh Doughty | St Andrew's, Birmingham Arbitrage : Leigh Doughty |

|       | Forest Green Rovers (4) | 1 - 2   | Leyton Orient (4)           |                                                  |                                                  |
| 16h00 | Happe 23e (csc)         | (1 - 0) | 49e Johnson · 52e Wilkinson | The New Lawn, Nailsworth Arbitrage : Craig Hicks | The New Lawn, Nailsworth Arbitrage : Craig Hicks |
| 16h00 | Rapport                 |         |                             | The New Lawn, Nailsworth Arbitrage : Craig Hicks | The New Lawn, Nailsworth Arbitrage : Craig Hicks |

|       | Ipswich Town (3)             | 3 - 0   | Bristol Rovers (3) |                                               |                                               |
| 16h00 | Sears 29e 68e · Chambers 44e | (2 - 0) |                    | Portman Road, Ipswich Arbitrage : Will Finnie | Portman Road, Ipswich Arbitrage : Will Finnie |
| 16h00 | Rapport                      |         |                    | Portman Road, Ipswich Arbitrage : Will Finnie | Portman Road, Ipswich Arbitrage : Will Finnie |

|       | Luton Town (2)               | 3 - 1   | Norwich City (2) |                                               |                                               |
| 16h00 | Collins 79e (pen.) 83e 90+5e | (0 - 0) | 81e Dowell       | Kenilworth Road, Luton Arbitrage : John Busby | Kenilworth Road, Luton Arbitrage : John Busby |
| 16h00 | Rapport                      |         |                  | Kenilworth Road, Luton Arbitrage : John Busby | Kenilworth Road, Luton Arbitrage : John Busby |

|       | Milton Keynes Dons (3) | 0 - 1   | Coventry City (2) |                                                     |                                                     |
| 16h00 |                        | (0 - 0) | 82e Walker        | Stadium MK, Milton Keynes Arbitrage : Trevor Kettle | Stadium MK, Milton Keynes Arbitrage : Trevor Kettle |
| 16h00 | Rapport                |         |                   | Stadium MK, Milton Keynes Arbitrage : Trevor Kettle | Stadium MK, Milton Keynes Arbitrage : Trevor Kettle |

|       | Newport County AFC (4) | 2 - 0   | Swansea City AFC (2) |                                                  |                                                  |
| 16h00 | Abrahams 7e 45e        | (2 - 0) |                      | Rodney Parade, Newport Arbitrage : Kevin Johnson | Rodney Parade, Newport Arbitrage : Kevin Johnson |
| 16h00 | Rapport                |         |                      | Rodney Parade, Newport Arbitrage : Kevin Johnson | Rodney Parade, Newport Arbitrage : Kevin Johnson |

|       | Northampton Town (3)                          | 3 - 0   | Cardiff City (2) |                                                            |                                                            |
| 16h00 | Smith 33e (pen.) · Warburton 49e · Watson 59e | (1 - 0) |                  | Sixfields Stadium, Northampton Arbitrage : Darren Drysdale | Sixfields Stadium, Northampton Arbitrage : Darren Drysdale |
| 16h00 | Rapport                                       |         |                  | Sixfields Stadium, Northampton Arbitrage : Darren Drysdale | Sixfields Stadium, Northampton Arbitrage : Darren Drysdale |

|       | Oxford United (3)                            | 1 - 1 4 - 3 t. a. b. | AFC Wimbledon (3)                                       |                                               |                                               |
| 16h00 | Brannagan 63e                                | (0 - 0)              | 67e (csc) Taylor                                        | Kassam Stadium, Oxford Arbitrage : Lee Swabey | Kassam Stadium, Oxford Arbitrage : Lee Swabey |
| 16h00 | Rapport                                      |                      |                                                         | Kassam Stadium, Oxford Arbitrage : Lee Swabey | Kassam Stadium, Oxford Arbitrage : Lee Swabey |
| 16h00 | Forde · McGuane · Henry · Taylor · Brannagan | Tirs au but 4 - 3    | O'Neill · Reilly · Guinness-Walker · Alexander · Pigott | Kassam Stadium, Oxford Arbitrage : Lee Swabey | Kassam Stadium, Oxford Arbitrage : Lee Swabey |

|       | Peterborough United (3) | 0 - 1   | Cheltenham Town (4) |                                                          |                                                          |
| 16h00 |                         | (0 - 0) | 59e Sercombe        | London Road Stadium, Peterborough Arbitrage : Alan Young | London Road Stadium, Peterborough Arbitrage : Alan Young |
| 16h00 | Rapport                 |         |                     | London Road Stadium, Peterborough Arbitrage : Alan Young | London Road Stadium, Peterborough Arbitrage : Alan Young |

|       | Reading FC (2)      | 3 - 1   | Colchester United (4) |                                                  |                                                  |
| 16h00 | João 45+1e 56e (75) | (1 - 1) | 37e Brown             | Madejski Stadium, Reading Arbitrage : Josh Smith | Madejski Stadium, Reading Arbitrage : Josh Smith |
| 16h00 | Rapport             |         |                       | Madejski Stadium, Reading Arbitrage : Josh Smith | Madejski Stadium, Reading Arbitrage : Josh Smith |

|       | Swindon Town (3) | 1 - 3   | Charlton Athletic (3)              |                                                       |                                                       |
| 16h00 | Smith (en) 64e   | (0 - 1) | 36e Bonne · 74e Barker · 90e Aneke | The County Ground, Swindon Arbitrage : Brett Huxtable | The County Ground, Swindon Arbitrage : Brett Huxtable |
| 16h00 | Rapport          |         |                                    | The County Ground, Swindon Arbitrage : Brett Huxtable | The County Ground, Swindon Arbitrage : Brett Huxtable |

| 6 septembre 2020 | Brentford FC (2)                          | 1 - 1 4 - 2 t. a. b. | Wycombe Wanderers (2)                 |                                                        |                                                        |
| 13h00            | Pinnock 32e                               | (1 - 0)              | 76e Horgan                            | Griffin Park, Brentford Arbitrage : Charles Breakspear | Griffin Park, Brentford Arbitrage : Charles Breakspear |
| 13h00            | Rapport                                   |                      |                                       | Griffin Park, Brentford Arbitrage : Charles Breakspear | Griffin Park, Brentford Arbitrage : Charles Breakspear |
| 13h00            | Toney · Žambůrek · Jensen · Canós · Forss | Tirs au but 4 - 2    | Jacobson · Freeman · Horgan · Kashket | Griffin Park, Brentford Arbitrage : Charles Breakspear | Griffin Park, Brentford Arbitrage : Charles Breakspear |

### Deuxième tour
| 15 septembre 2020 | Middlesbrough FC (2) | 0 - 2   | Barnsley FC (2)            |                                                                |                                                                |
| 19h00             |                      | (0 - 2) | 22e Schmidt · 34e Williams | Riverside Stadium, Middlesbrough Arbitrage : Anthony Backhouse | Riverside Stadium, Middlesbrough Arbitrage : Anthony Backhouse |
| 19h00             | Rapport              |         |                            | Riverside Stadium, Middlesbrough Arbitrage : Anthony Backhouse | Riverside Stadium, Middlesbrough Arbitrage : Anthony Backhouse |

|       | Gillingham FC (3)                             | 1 - 1 5 - 4 t. a. b. | Coventry City (2)                       |                                                         |                                                         |
| 19h00 | Graham 90+4e (pen.)                           | (1 - 1)              | 61e Biamou                              | Priestfield Stadium, Gillingham Arbitrage : Craig Hicks | Priestfield Stadium, Gillingham Arbitrage : Craig Hicks |
| 19h00 | Rapport                                       |                      |                                         | Priestfield Stadium, Gillingham Arbitrage : Craig Hicks | Priestfield Stadium, Gillingham Arbitrage : Craig Hicks |
| 19h00 | Ogilvie · Graham · Robertson · Mellis · Coyle | Tirs au but 5 - 4    | Walker · Biamou · Sheaf · Rose · Eccles | Priestfield Stadium, Gillingham Arbitrage : Craig Hicks | Priestfield Stadium, Gillingham Arbitrage : Craig Hicks |

|       | Millwall FC (2)                       | 3 - 1   | Cheltenham Town (4) |                                         |                                         |
| 19h00 | Leonard 19e · Mahoney 49e · Smith 62e | (1 - 0) | 69e Azaz            | The Den, Londres Arbitrage : John Busby | The Den, Londres Arbitrage : John Busby |
| 19h00 | Rapport                               |         |                     | The Den, Londres Arbitrage : John Busby | The Den, Londres Arbitrage : John Busby |

|       | Reading FC (2) | 0 - 1   | Luton Town (2) |                                                          |                                                          |
| 19h00 |                | (0 - 1) | 24e Clark      | Madejski Stadium, Reading Arbitrage : Charles Breakspear | Madejski Stadium, Reading Arbitrage : Charles Breakspear |
| 19h00 | Rapport        |         |                | Madejski Stadium, Reading Arbitrage : Charles Breakspear | Madejski Stadium, Reading Arbitrage : Charles Breakspear |

|       | Derby County (2) | 1 - 2   | Preston North End (2)                 |                                                   |                                                   |
| 19h30 | Knight 51e       | (0 - 0) | 79e Barkhuizen · 90+2e (pen.) Johnson | Pride Park Stadium, Derby Arbitrage : Andy Davies | Pride Park Stadium, Derby Arbitrage : Andy Davies |
| 19h30 | Rapport          |         |                                       | Pride Park Stadium, Derby Arbitrage : Andy Davies | Pride Park Stadium, Derby Arbitrage : Andy Davies |

|       | Bradford City AFC (4) | 0 - 5   | Lincoln City (3)                                                          |                                                      |                                                      |
| 20h00 |                       | (0 - 4) | 4e (csc) French · 6e Scully · 29e Montsma · 41e Jones (en) · 90+3e Morton | Valley Parade, Bradford Arbitrage : Geoff Eltringham | Valley Parade, Bradford Arbitrage : Geoff Eltringham |
| 20h00 | Rapport               |         |                                                                           | Valley Parade, Bradford Arbitrage : Geoff Eltringham | Valley Parade, Bradford Arbitrage : Geoff Eltringham |

|       | Fleetwood Town (3)      | 2 - 1   | Port Vale FC (4) |                                                    |                                                    |
| 20h00 | Madden 14e · Morris 75e | (1 - 0) | 49e Whitehead    | Highbury Stadium, Fleetwood Arbitrage : Ross Joyce | Highbury Stadium, Fleetwood Arbitrage : Ross Joyce |
| 20h00 | Rapport                 |         |                  | Highbury Stadium, Fleetwood Arbitrage : Ross Joyce | Highbury Stadium, Fleetwood Arbitrage : Ross Joyce |

|       | Newport County AFC (4) | 1 - 0   | Cambridge United (4) |                                               |                                               |
| 20h00 | Twine 80e              | (0 - 0) |                      | Rodney Parade, Newport Arbitrage : Lee Swabey | Rodney Parade, Newport Arbitrage : Lee Swabey |
| 20h00 | Rapport                |         |                      | Rodney Parade, Newport Arbitrage : Lee Swabey | Rodney Parade, Newport Arbitrage : Lee Swabey |

|       | Oxford United (3)      | 1 - 1 0 - 3 t. a. b. | Watford FC (2)        |                                                  |                                                  |
| 20h00 | Hall 26e               | (1 - 0)              | 89e Sema              | Kassam Stadium, Oxford Arbitrage : Leigh Doughty | Kassam Stadium, Oxford Arbitrage : Leigh Doughty |
| 20h00 | Rapport                |                      |                       | Kassam Stadium, Oxford Arbitrage : Leigh Doughty | Kassam Stadium, Oxford Arbitrage : Leigh Doughty |
| 20h00 | Forde · McGuane · Hall | Tirs au but 0 - 3    | Sema · Quina · Perica | Kassam Stadium, Oxford Arbitrage : Leigh Doughty | Kassam Stadium, Oxford Arbitrage : Leigh Doughty |

|       | Newcastle United (1) | 1 - 0   | Blackburn Rovers (2) |                                                                |                                                                |
| 20h30 | Fraser 35e           | (1 - 0) |                      | St James' Park, Newcastle upon Tyne Arbitrage : Jarred Gillett | St James' Park, Newcastle upon Tyne Arbitrage : Jarred Gillett |
| 20h30 | Rapport              |         |                      | St James' Park, Newcastle upon Tyne Arbitrage : Jarred Gillett | St James' Park, Newcastle upon Tyne Arbitrage : Jarred Gillett |

|       | West Ham United (1)           | 3 - 0   | Charlton Athletic (3) |                                                                |                                                                |
| 20h30 | Haller 22e 26e · Anderson 80e | (2 - 0) |                       | Stade olympique de Londres, Londres Arbitrage : Andre Marriner | Stade olympique de Londres, Londres Arbitrage : Andre Marriner |
| 20h30 | Rapport                       |         |                       | Stade olympique de Londres, Londres Arbitrage : Andre Marriner | Stade olympique de Londres, Londres Arbitrage : Andre Marriner |

|       | Burton Albion (3) | 1 - 3   | Aston Villa (1)                          |                                                                |                                                                |
| 20h45 | Daniel 2e         | (1 - 1) | 39e Watkins · 88e Grealish · 90+2e Davis | Pirelli Stadium, Burton upon Trent Arbitrage : Oliver Langford | Pirelli Stadium, Burton upon Trent Arbitrage : Oliver Langford |
| 20h45 | Rapport           |         |                                          | Pirelli Stadium, Burton upon Trent Arbitrage : Oliver Langford | Pirelli Stadium, Burton upon Trent Arbitrage : Oliver Langford |

|       | Morecambe FC (4) | 1 - 0   | Oldham Athletic AFC (4) |                                              |                                              |
| 20h45 | Wildig 22e       | (1 - 0) |                         | Globe Arena, Morecambe Arbitrage : Ben Toner | Globe Arena, Morecambe Arbitrage : Ben Toner |
| 20h45 | Rapport          |         |                         | Globe Arena, Morecambe Arbitrage : Ben Toner | Globe Arena, Morecambe Arbitrage : Ben Toner |

|       | Rochdale AFC (3) | 0 - 2   | Sheffield Wednesday (2)    |                                                       |                                                       |
| 20h45 |                  | (0 - 0) | 54e Kachunga · 88e Windass | Crown Oil Arena, Rochdale Arbitrage : Seb Stockbridge | Crown Oil Arena, Rochdale Arbitrage : Seb Stockbridge |
| 20h45 | Rapport          |         |                            | Crown Oil Arena, Rochdale Arbitrage : Seb Stockbridge | Crown Oil Arena, Rochdale Arbitrage : Seb Stockbridge |

|       | AFC Bournemouth (2)                                                                                             | 0 - 0 11 - 10 t. a. b. | Crystal Palace (1)                                                                                                |                                                  |                                                  |
| 20h45 | | (0 - 0)                | | Dean Court, Bournemouth Arbitrage : Keith Stroud | Dean Court, Bournemouth Arbitrage : Keith Stroud |
| 20h45 | Rapport |                        | | Dean Court, Bournemouth Arbitrage : Keith Stroud | Dean Court, Bournemouth Arbitrage : Keith Stroud |
| 20h45 | Brooks · Surridge · Billing · Kelly · Solanke · Simpson · Gosling · Lerma · Ofoborh · Zemura · Begović · Brooks | Tirs au but 11 - 10    | Milivojević · Batshuayi · Townsend · Eze · Ayew · Meyer · Sakho · Kelly · Inniss · Jach · Hennessey · Milivojević | Dean Court, Bournemouth Arbitrage : Keith Stroud | Dean Court, Bournemouth Arbitrage : Keith Stroud |

|       | Leyton Orient (4)                        | 3 - 2   | Plymouth Argyle (3)    |                                               |                                               |
| 20h45 | Dennis 55e · McAnuff 74e · Johnson 90+3e | (0 - 2) | 19e Camará · 34e Watts | Brisbane Road, Londres Arbitrage : Josh Smith | Brisbane Road, Londres Arbitrage : Josh Smith |
| 20h45 | Rapport                                  |         |                        | Brisbane Road, Londres Arbitrage : Josh Smith | Brisbane Road, Londres Arbitrage : Josh Smith |

| 16 septembre 2020 | West Bromwich Albion (1)                    | 3 - 0   | Harrogate Town (4) |                                                         |                                                         |
| 19h00             | Harper 18e · Robson-Kanu 22e · Robinson 77e | (2 - 0) |                    | The Hawthorns, West Bromwich Arbitrage : Thomas Bramall | The Hawthorns, West Bromwich Arbitrage : Thomas Bramall |
| 19h00             | Rapport                                     |         |                    | The Hawthorns, West Bromwich Arbitrage : Thomas Bramall | The Hawthorns, West Bromwich Arbitrage : Thomas Bramall |

|       | Ipswich Town (3) | 0 - 1 | Fulham FC (1) |                                                     |                                                     |
| 20h00 |                  |       | 38e Mitrović  | Portman Road, Ipswich Spectateurs : Dean Whitestone | Portman Road, Ipswich Spectateurs : Dean Whitestone |
| 20h00 | Rapport          |       |               | Portman Road, Ipswich Spectateurs : Dean Whitestone | Portman Road, Ipswich Spectateurs : Dean Whitestone |

|       | Leeds United (1)                                                                                | 1 - 1 8 - 9 t. a. b. | Hull City (3)                                                                            |                                           |                                           |
| 20h45 |                                                                                                 | (0 - 1)              |                                                                                          | Elland Road, Leeds Arbitrage : David Webb | Elland Road, Leeds Arbitrage : David Webb |
| 20h45 | Rapport                                                                                         |                      |                                                                                          | Elland Road, Leeds Arbitrage : David Webb | Elland Road, Leeds Arbitrage : David Webb |
| 20h45 | Rodrigo · Alioski · Roberts · Poveda · Douglas · Struijk · Davis · Gotts · Casilla · Shackleton | Tirs au but 8 - 9    | Docherty · Jones · Coyle · Scott · Mayer · Elder · McLoughlin · Chadwick · Batty · Jones | Elland Road, Leeds Arbitrage : David Webb | Elland Road, Leeds Arbitrage : David Webb |

|       | Bristol City (2)                          | 4 - 0   | Northampton Town (3) |                                                    |                                                    |
| 20h45 | Martin 43e · Martin 44e 88e · Semenyo 82e | (1 - 0) |                      | Ashton Gate Stadium, Bristol Arbitrage : Tom Nield | Ashton Gate Stadium, Bristol Arbitrage : Tom Nield |
| 20h45 | Rapport                                   |         |                      | Ashton Gate Stadium, Bristol Arbitrage : Tom Nield | Ashton Gate Stadium, Bristol Arbitrage : Tom Nield |

|       | Southampton FC (1) | 0 - 2   | Brentford FC (2)             |                                                        |                                                        |
| 20h45 |                    | (0 - 2) | 40e Nørgaard · 45+1e Dasilva | St Mary's Stadium, Southampton Arbitrage : John Brooks | St Mary's Stadium, Southampton Arbitrage : John Brooks |
| 20h45 | Rapport            |         |                              | St Mary's Stadium, Southampton Arbitrage : John Brooks | St Mary's Stadium, Southampton Arbitrage : John Brooks |

|       | Everton FC (1)                              | 3 - 0   | Salford City (4) |                                                   |                                                   |
| 21h15 | Keane 8e · Sigurðsson 74e · Kean 87e (pen.) | (1 - 0) |                  | Goodison Park, Liverpool Arbitrage : Marc Edwards | Goodison Park, Liverpool Arbitrage : Marc Edwards |
| 21h15 | Rapport                                     |         |                  | Goodison Park, Liverpool Arbitrage : Marc Edwards | Goodison Park, Liverpool Arbitrage : Marc Edwards |

| 17 septembre 2020 | Burnley FC (1)                             | 1 - 1 5 - 4 t. a. b. | Sheffield United (1)                        |                                             |                                             |
| 18h30             | Vydra 67e                                  | (0 - 1)              | 4e McGoldrick                               | Turf Moor, Burnley Arbitrage : Paul Tierney | Turf Moor, Burnley Arbitrage : Paul Tierney |
| 18h30             | Rapport                                    |                      |                                             | Turf Moor, Burnley Arbitrage : Paul Tierney | Turf Moor, Burnley Arbitrage : Paul Tierney |
| 18h30             | Wood · Vydra · Brownhill · Pieters · Brady | Tirs au but 5 - 4    | Norwood · McBurnie · Sharp · Berge · Osborn | Turf Moor, Burnley Arbitrage : Paul Tierney | Turf Moor, Burnley Arbitrage : Paul Tierney |

|       | Wolverhampton Wanderers (1) | 0 - 1   | Stoke City (2) |                                                          |                                                          |
| 20h00 |                             | (0 - 0) | 86e Brown      | Molineux Stadium, Wolverhampton Arbitrage : Simon Hooper | Molineux Stadium, Wolverhampton Arbitrage : Simon Hooper |
| 20h00 | Rapport                     |         |                | Molineux Stadium, Wolverhampton Arbitrage : Simon Hooper | Molineux Stadium, Wolverhampton Arbitrage : Simon Hooper |

|       | Brighton & Hove Albion (1)                                       | 4 - 0   | Portsmouth FC (3) |                                                   |                                                   |
| 20h45 | Mac Allister 38e · Jahanbakhsh 54e · Bernardo 57e · Gyökeres 71e | (1 - 0) |                   | Falmer Stadium, Brighton Arbitrage : Matt Donohue | Falmer Stadium, Brighton Arbitrage : Matt Donohue |
| 20h45 | Rapport                                                          |         |                   | Falmer Stadium, Brighton Arbitrage : Matt Donohue | Falmer Stadium, Brighton Arbitrage : Matt Donohue |

### Troisième tour (1/16 de finale)
| 22 septembre 2020 | Leyton Orient (4) | Match annulé 0 - 3 | Tottenham Hotspur (1) |  |  |
|                   |                   |                    |                       |  |  |

|       | Newport County AFC (4)                        | 3 - 1   | Watford FC (2)       |                                                       |                                                       |
| 20h00 | Abrahams 18e (pen.) · Labadie 28e · Amond 65e | (2 - 0) | 54e (pen.) Peñaranda | Rodney Parade, Newport Arbitrage : Charles Breakspear | Rodney Parade, Newport Arbitrage : Charles Breakspear |
| 20h00 | Rapport                                       |         |                      | Rodney Parade, Newport Arbitrage : Charles Breakspear | Rodney Parade, Newport Arbitrage : Charles Breakspear |

|       | West Bromwich Albion (1)                           | 2 - 2 4 - 5 t. a. b. | Brentford FC (2)                          |                                                         |                                                         |
| 20h00 | Robson-Kanu 56e (pen.) 66e (pen.)                  | (0 - 0)              | 58e Marcondes · 73e (pen.) Forss          | The Hawthorns, West Bromwich Arbitrage : Darren England | The Hawthorns, West Bromwich Arbitrage : Darren England |
| 20h00 | Rapport                                            |                      |                                           | The Hawthorns, West Bromwich Arbitrage : Darren England | The Hawthorns, West Bromwich Arbitrage : Darren England |
| 20h00 | Austin · Gallagher · Edwards · Townsend · Diangana | Tirs au but 4 - 5    | Toney · Dasilva · Fosu · Forss · Nørgaard | The Hawthorns, West Bromwich Arbitrage : Darren England | The Hawthorns, West Bromwich Arbitrage : Darren England |

|       | West Ham United (1)                                            | 5 - 1   | Hull City (3) |                                                              |                                                              |
| 20h30 | Snodgrass 18e · Haller 45e 90+1e · Yarmolenko 56e (pen.) 90+2e | (2 - 0) | 70e Wilks     | Stade olympique de Londres, Londres Arbitrage : Simon Hooper | Stade olympique de Londres, Londres Arbitrage : Simon Hooper |
| 20h30 | Rapport                                                        |         |               | Stade olympique de Londres, Londres Arbitrage : Simon Hooper | Stade olympique de Londres, Londres Arbitrage : Simon Hooper |

|       | Luton Town (2) | 0 - 3   | Manchester United (1)                            |                                                 |                                                 |
| 21h15 |                | (0 - 1) | 44e (pen.) Mata · 88e Rashford · 90+2e Greenwood | Kenilworth Road, Luton Arbitrage : Tim Robinson | Kenilworth Road, Luton Arbitrage : Tim Robinson |
| 21h15 | Rapport        |         |                                                  | Kenilworth Road, Luton Arbitrage : Tim Robinson | Kenilworth Road, Luton Arbitrage : Tim Robinson |

| 23 septembre 2020 | Preston North End (2) | 0 - 2   | Brighton & Hove Albion (1)         |                                            |                                            |
| 20h00             |                       | (0 - 0) | 57e Jahanbakhsh · 75e Mac Allister | Deepdale, Preston Arbitrage : Steve Martin | Deepdale, Preston Arbitrage : Steve Martin |
| 20h00             | Rapport               |         |                                    | Deepdale, Preston Arbitrage : Steve Martin | Deepdale, Preston Arbitrage : Steve Martin |

|       | Fulham FC (1)                  | 2 - 0   | Sheffield Wednesday (2) |                                               |                                               |
| 20h00 | Kamara 9e · Decordova-Reid 32e | (2 - 0) |                         | Craven Cottage, Londres Arbitrage : Lee Mason | Craven Cottage, Londres Arbitrage : Lee Mason |
| 20h00 | Rapport                        |         |                         | Craven Cottage, Londres Arbitrage : Lee Mason | Craven Cottage, Londres Arbitrage : Lee Mason |

|       | Millwall FC (2) | 0 - 2   | Burnley FC (1)              |                                          |                                          |
| 20h00 |                 | (0 - 1) | 45e Brownhill · 90+3e Vydra | The Den, Londres Arbitrage : Andy Davies | The Den, Londres Arbitrage : Andy Davies |
| 20h00 | Rapport         |         |                             | The Den, Londres Arbitrage : Andy Davies | The Den, Londres Arbitrage : Andy Davies |

|       | Stoke City (2) | 1 - 0   | Gillingham FC (3) |                                                       |                                                       |
| 20h00 | Campbell 37e   | (1 - 0) |                   | Bet365 Stadium, Stoke-on-Trent Arbitrage : David Webb | Bet365 Stadium, Stoke-on-Trent Arbitrage : David Webb |
| 20h00 | Rapport        |         |                   | Bet365 Stadium, Stoke-on-Trent Arbitrage : David Webb | Bet365 Stadium, Stoke-on-Trent Arbitrage : David Webb |

|       | Chelsea FC (1)                                                | 6 - 0   | Barnsley FC (2) |                                                  |                                                  |
| 20h45 | Abraham 19e · Havertz 28e 55e (65) · Barkley 49e · Giroud 83e | (2 - 0) |                 | Stamford Bridge, Londres Arbitrage : Darren Bond | Stamford Bridge, Londres Arbitrage : Darren Bond |
| 20h45 | Rapport                                                       |         |                 | Stamford Bridge, Londres Arbitrage : Darren Bond | Stamford Bridge, Londres Arbitrage : Darren Bond |

|       | Leicester City (1) | 0 - 2   | Arsenal FC (1)                |                                                        |                                                        |
| 20h45 |                    | (0 - 0) | 57e (csc) Fuchs · 90e Nketiah | King Power Stadium, Leicester Arbitrage : Peter Bankes | King Power Stadium, Leicester Arbitrage : Peter Bankes |
| 20h45 | Rapport            |         |                               | King Power Stadium, Leicester Arbitrage : Peter Bankes | King Power Stadium, Leicester Arbitrage : Peter Bankes |

|       | Fleetwood Town (3)    | 2 - 5   | Everton FC (1)                                             |                                                        |                                                        |
| 20h45 | Duffy 48e · Camps 58e | (0 - 2) | 22e 34e Richarlison · 49e Iwobi · 73e Bernard · 90+4e Kean | Highbury Stadium, Fleetwood Arbitrage : Jeremy Simpson | Highbury Stadium, Fleetwood Arbitrage : Jeremy Simpson |
| 20h45 | Rapport               |         |                                                            | Highbury Stadium, Fleetwood Arbitrage : Jeremy Simpson | Highbury Stadium, Fleetwood Arbitrage : Jeremy Simpson |

|       | Morecambe FC (4) | 0 - 7   | Newcastle United (1)                                                                             |                                                    |                                                    |
| 20h45 |                  | (0 - 5) | 5e 31e Joelinton · 20e Almirón · 27e Murphy · 45+2e Hayden · 51e Lascelles · 90+1e (csc) Lavelle | Globe Arena, Morecambe Arbitrage : Darren Drysdale | Globe Arena, Morecambe Arbitrage : Darren Drysdale |
| 20h45 | Rapport          |         |                                                                                                  | Globe Arena, Morecambe Arbitrage : Darren Drysdale | Globe Arena, Morecambe Arbitrage : Darren Drysdale |

| 24 septembre 2020 | Bristol City (2) | 0 - 3   | Aston Villa (1)                         |                                                          |                                                          |
| 20h00             |                  | (0 - 2) | 11e El-Ghazi · 14e Traoré · 73e Watkins | Ashton Gate Stadium, Bristol Arbitrage : James Linington | Ashton Gate Stadium, Bristol Arbitrage : James Linington |
| 20h00             | Rapport          |         |                                         | Ashton Gate Stadium, Bristol Arbitrage : James Linington | Ashton Gate Stadium, Bristol Arbitrage : James Linington |

|       | Manchester City (1)   | 2 - 1   | AFC Bournemouth (2) |                                                      |                                                      |
| 20h45 | Delap 18e · Foden 75e | (1 - 1) | 22e Surridge        | Etihad Stadium, Manchester Arbitrage : Jonathan Moss | Etihad Stadium, Manchester Arbitrage : Jonathan Moss |
| 20h45 | Rapport               |         |                     | Etihad Stadium, Manchester Arbitrage : Jonathan Moss | Etihad Stadium, Manchester Arbitrage : Jonathan Moss |

|       | Lincoln City (3)       | 2 - 7   | Liverpool FC (1)                                                       |                                                  |                                                  |
| 20h45 | Edun 60e · Montsma 66e | (0 - 4) | 9e Shaqiri · 18e 46e Minamino · 32e 36e Jones · 65e Grujić · 89e Origi | Sincil Bank, Lincoln Arbitrage : Tony Harrington | Sincil Bank, Lincoln Arbitrage : Tony Harrington |
| 20h45 | Rapport                |         |                                                                        | Sincil Bank, Lincoln Arbitrage : Tony Harrington | Sincil Bank, Lincoln Arbitrage : Tony Harrington |

### Quatrième tour (1/8 de finale)
| 29 septembre 2020 | Tottenham Hotspur (1)                   | 1 - 1 5 - 4 t. a. b. | Chelsea FC (1)                                     |                                                               |                                                               |
| 20h45             | Lamela 83e                              | (0 - 1)              | 19e Werner                                         | Tottenham Hotspur Stadium, Londres Arbitrage : Lee Mason (en) | Tottenham Hotspur Stadium, Londres Arbitrage : Lee Mason (en) |
| 20h45             | Rapport                                 |                      |                                                    | Tottenham Hotspur Stadium, Londres Arbitrage : Lee Mason (en) | Tottenham Hotspur Stadium, Londres Arbitrage : Lee Mason (en) |
| 20h45             | Dier · Lamela · Højbjerg · Lucas · Kane | Tirs au but 5 - 4    | Abraham · Azpilicueta · Jorginho · Emerson · Mount | Tottenham Hotspur Stadium, Londres Arbitrage : Lee Mason (en) | Tottenham Hotspur Stadium, Londres Arbitrage : Lee Mason (en) |

| 30 septembre 2020 | Newport County AFC (4)                                   | 1 - 1 4 - 5 t. a. b. | Newcastle United (1)                                      |                                                |                                                |
| 18h30             | Abrahams 5e                                              | (1 - 0)              | 87e Shelvey                                               | Rodney Parade, Newport Arbitrage : John Brooks | Rodney Parade, Newport Arbitrage : John Brooks |
| 18h30             | Rapport                                                  |                      |                                                           | Rodney Parade, Newport Arbitrage : John Brooks | Rodney Parade, Newport Arbitrage : John Brooks |
| 18h30             | Demetriou · Abrahams · Sheehan · Taylor · Dolan · Cooper | Tirs au but 4 - 5    | Wilson · Joelinton · Schär · Shelvey · Murphy · Longstaff | Rodney Parade, Newport Arbitrage : John Brooks | Rodney Parade, Newport Arbitrage : John Brooks |

|       | Burnley FC (1) | 0 - 3   | Manchester City (1)           |                                            |                                            |
| 20h00 |                | (0 - 1) | 35e 49e Sterling · 65e Torres | Turf Moor, Burnley Arbitrage : Andy Madley | Turf Moor, Burnley Arbitrage : Andy Madley |
| 20h00 | Rapport        |         |                               | Turf Moor, Burnley Arbitrage : Andy Madley | Turf Moor, Burnley Arbitrage : Andy Madley |

|       | Everton FC (1)                               | 4 - 1   | West Ham United (1) |                                                     |                                                     |
| 20h45 | Calvert-Lewin 11e 78e (84) · Richarlison 56e | (1 - 0) | 46e Snodgrass       | Goodison Park, Liverpool Arbitrage : Darren England | Goodison Park, Liverpool Arbitrage : Darren England |
| 20h45 | Rapport                                      |         |                     | Goodison Park, Liverpool Arbitrage : Darren England | Goodison Park, Liverpool Arbitrage : Darren England |

|       | Brighton & Hove Albion (1) | 0 - 3   | Manchester United (1)                |                                                   |                                                   |
| 20h45 |                            | (0 - 1) | 44e McTominay · 73e Mata · 80e Pogba | Falmer Stadium, Brighton Arbitrage : Graham Scott | Falmer Stadium, Brighton Arbitrage : Graham Scott |
| 20h45 | Rapport                    |         |                                      | Falmer Stadium, Brighton Arbitrage : Graham Scott | Falmer Stadium, Brighton Arbitrage : Graham Scott |

| 1er octobre 2020 | Brentford FC (2)             | 3 - 0   | Fulham FC (1) |                                                   |                                                   |
| 18h30            | Forss 37e · Benrahma 62e 77e | (1 - 0) |               | Griffin Park, Brentford Arbitrage : Jonathan Moss | Griffin Park, Brentford Arbitrage : Jonathan Moss |
| 18h30            | Rapport                      |         |               | Griffin Park, Brentford Arbitrage : Jonathan Moss | Griffin Park, Brentford Arbitrage : Jonathan Moss |

|       | Aston Villa (1) | 0 - 1   | Stoke City (2) |                                                 |                                                 |
| 20h00 |                 | (0 - 1) | 26e Vokes      | Villa Park, Birmingham Arbitrage : Robert Jones | Villa Park, Birmingham Arbitrage : Robert Jones |
| 20h00 | Rapport         |         |                | Villa Park, Birmingham Arbitrage : Robert Jones | Villa Park, Birmingham Arbitrage : Robert Jones |

|       | Liverpool FC (1)                                       | 0 - 0 4 - 5 t. a. b. | Arsenal FC (1)                                                |                                             |                                             |
| 20h45 |                                                        | (0 - 0)              |                                                               | Anfield, Liverpool Arbitrage : Kevin Friend | Anfield, Liverpool Arbitrage : Kevin Friend |
| 20h45 | Rapport                                                |                      |                                                               | Anfield, Liverpool Arbitrage : Kevin Friend | Anfield, Liverpool Arbitrage : Kevin Friend |
| 20h45 | Milner · Wijnaldum · Minamino · Origi · Jones · Wilson | Tirs au but 4 - 5    | Lacazette · Soares · Elneny · Maitland-Niles · Pépé · Willock | Anfield, Liverpool Arbitrage : Kevin Friend | Anfield, Liverpool Arbitrage : Kevin Friend |

### Cinquième tour (1/4 de finale)
| 22 décembre 2020 | Brentford FC (2) | 1 - 0   | Newcastle United (1) | Griffin Park, Brentford  |                          |
| 18h30            | Dasilva 66e      | (0 - 0) |                      | Arbitrage : Robert Jones | Arbitrage : Robert Jones |
| 18h30            | Rapport          |         |                      | Arbitrage : Robert Jones | Arbitrage : Robert Jones |

|       | Arsenal FC (1) | 1 - 4   | Manchester City (1)                             | Emirates Stadium, Londres  |                            |
| 21h00 | Lacazette 31e  | (1 - 1) | 3e Jesus · 54e Mahrez · 59e Foden · 73e Laporte | Arbitrage : Stuart Attwell | Arbitrage : Stuart Attwell |
| 21h00 | Rapport        |         |                                                 | Arbitrage : Stuart Attwell | Arbitrage : Stuart Attwell |

| 23 décembre 2020 | Stoke City (2) | 1 - 3   | Tottenham Hotspur (1)            | Bet365 Stadium, Stoke-on-Trent |                            |
| 18h30            | Thompson 53e   | (0 - 1) | 22e Bale · 70e Davies · 81e Kane | Arbitrage : Darren England     | Arbitrage : Darren England |
| 18h30            | Rapport        |         |                                  | Arbitrage : Darren England     | Arbitrage : Darren England |

|       | Everton FC (1) | 0 - 2   | Manchester United (1)      | Goodison Park, Liverpool |                         |
| 21h00 |                | (0 - 0) | 88e Cavani · 90+5e Martial | Arbitrage : Andy Madley  | Arbitrage : Andy Madley |
| 21h00 | Rapport        |         |                            | Arbitrage : Andy Madley  | Arbitrage : Andy Madley |

### Demi-finales
| 5 janvier 2021 | Tottenham Hotspur (1) | 2 - 0   | Brentford FC (2) | Tottenham Hotspur Stadium, Londres |                       |
| 20h45          | Sissoko 12e · Son 70e | (1 - 0) |                  | Arbitrage : Mike Dean              | Arbitrage : Mike Dean |
| 20h45          | Rapport               |         |                  | Arbitrage : Mike Dean              | Arbitrage : Mike Dean |

| 6 janvier 2021 | Manchester United (1) | 0 - 2   | Manchester City (1)          | Old Trafford, Manchester    |                             |
| 20h45          |                       | (0 - 0) | 50e Stones · 83e Fernandinho | Arbitrage : Martin Atkinson | Arbitrage : Martin Atkinson |
| 20h45          | Rapport               |         |                              | Arbitrage : Martin Atkinson | Arbitrage : Martin Atkinson |

### Finale
| 25 avril 2021 | Manchester City (1) | 1 - 0   | Tottenham Hotspur (1) | Stade de Wembley, Londres                    |                                              |
| 16 h 30 UTC+1 | Laporte 82e         | (0 - 0) |                       | Spectateurs : 7 773 Arbitrage : Paul Tierney | Spectateurs : 7 773 Arbitrage : Paul Tierney |
| 16 h 30 UTC+1 | Rapport             |         |                       | Spectateurs : 7 773 Arbitrage : Paul Tierney | Spectateurs : 7 773 Arbitrage : Paul Tierney |